# روری کینان
روری کینان (انگلیسی: Rory Keenan؛ زادهٔ ۹ ژوئن ۱۹۸۰) بازیگر اهل جمهوری ایرلند است.
از فیلم‌ها یا برنامه‌های تلویزیونی که وی در آن نقش داشته‌است می‌توان به دوران کهن، درمانگاه، پیکی بلایندرز، ورسای، مسیح جوان، گریمزبی، نگهبان، طلسم الا، وقفه، سلطنت آتش و خون‌بهای میلیونر اشاره کرد.